# Кірхленгерн
Кірхленгерн (нім. Kirchlengern) — місто в Німеччині, знаходиться в землі Північний Рейн-Вестфалія. Підпорядковується адміністративному округу Детмольд. Входить до складу району Герфорд.
Площа — 33,78 км2. Населення становить 16 081 ос. (станом на 31 грудня 2020).

## Географії

### Сусідні міста та громади
Кірхленгерн межує з 4 містами / громадами:
- Гюлльгорст
- Лене
- Гідденгаузен
- Бюнде

## Галерея

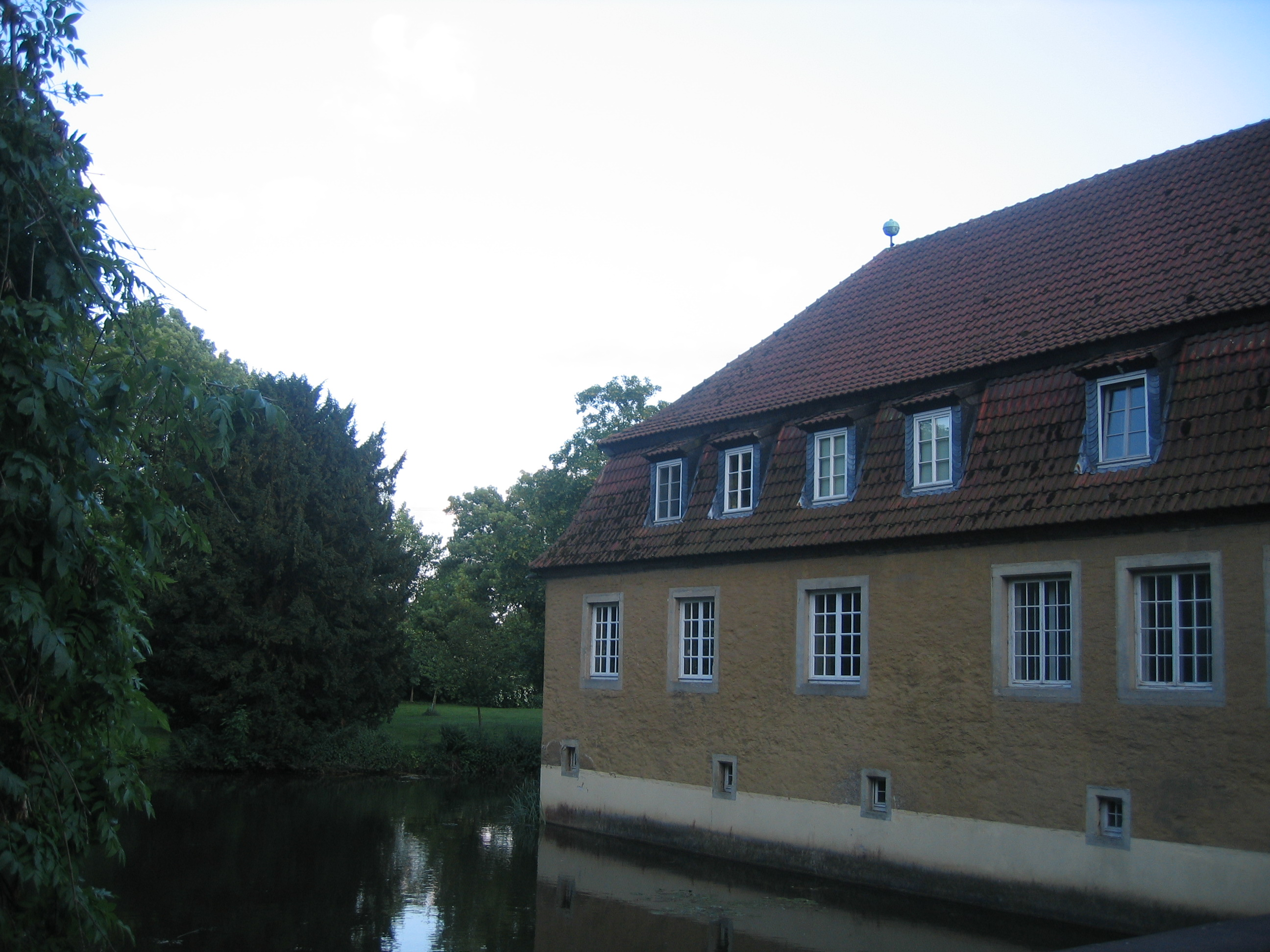
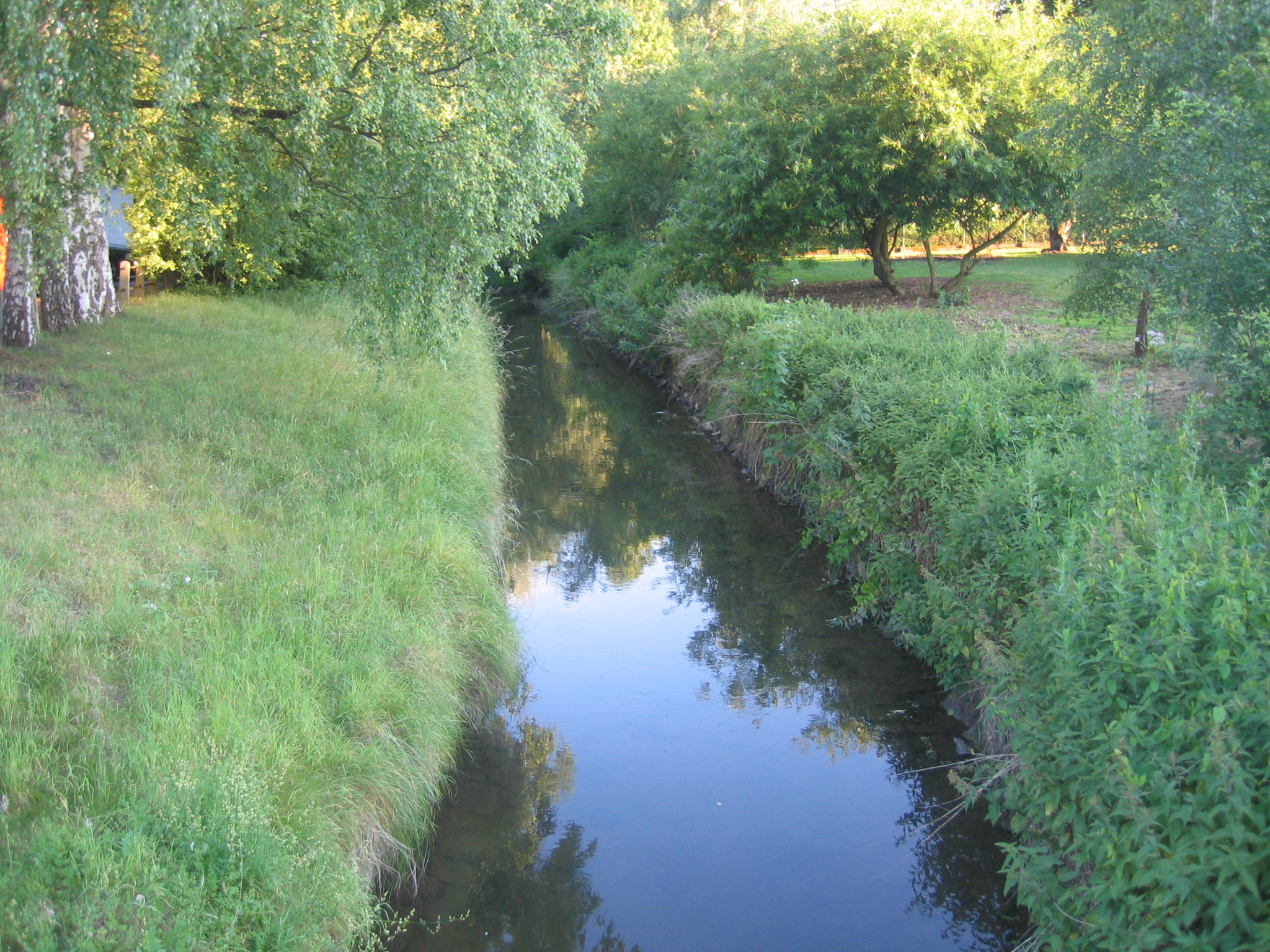
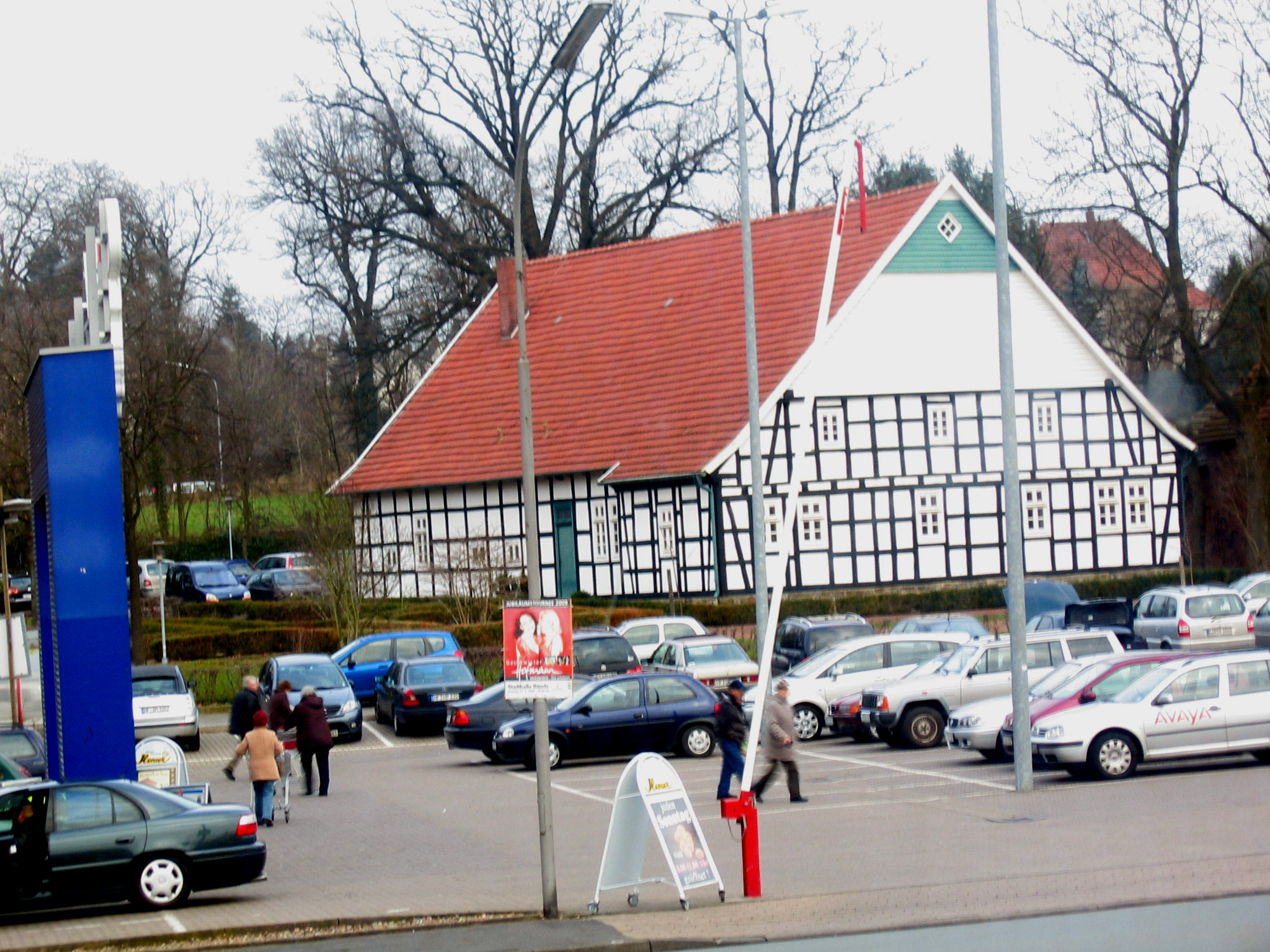
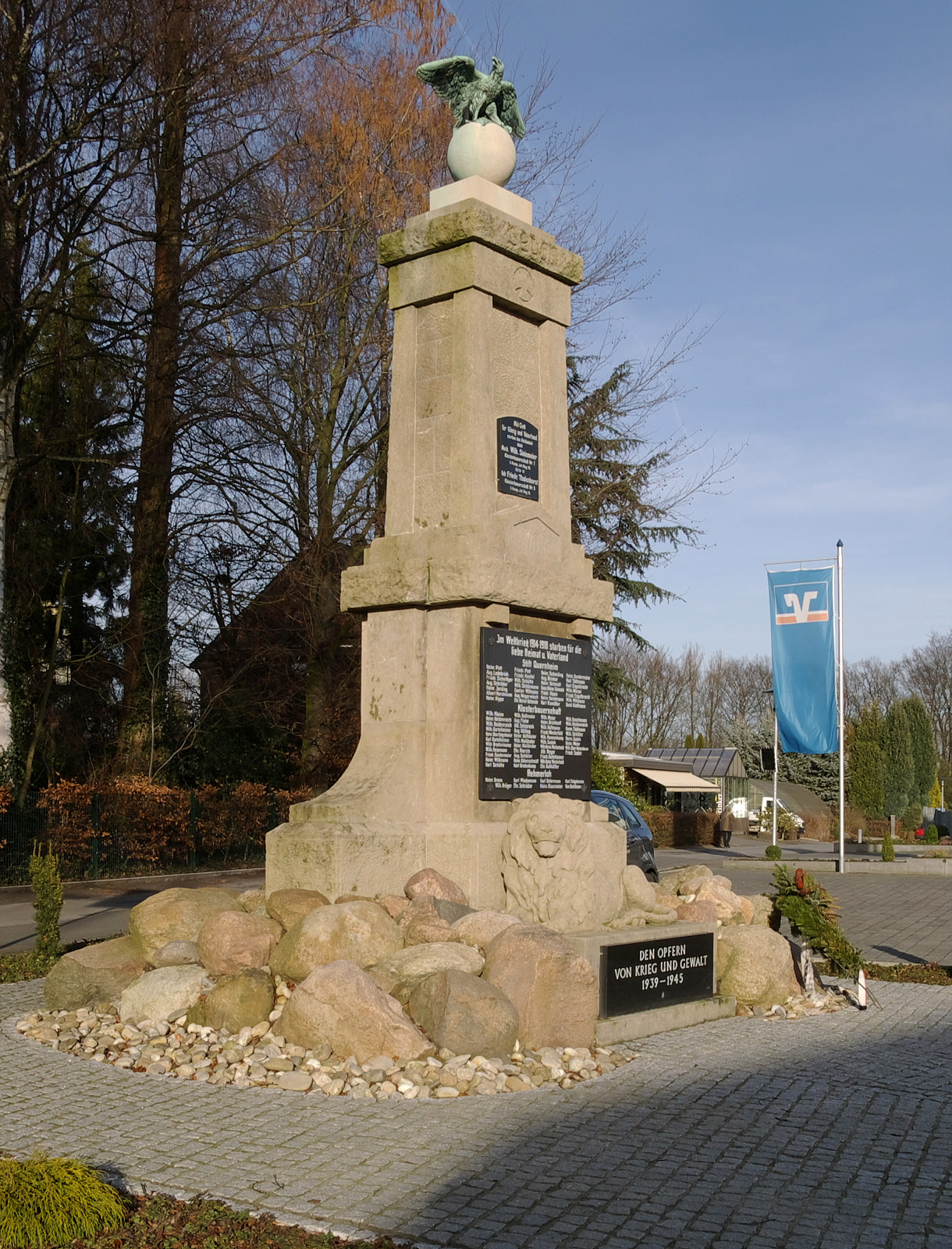
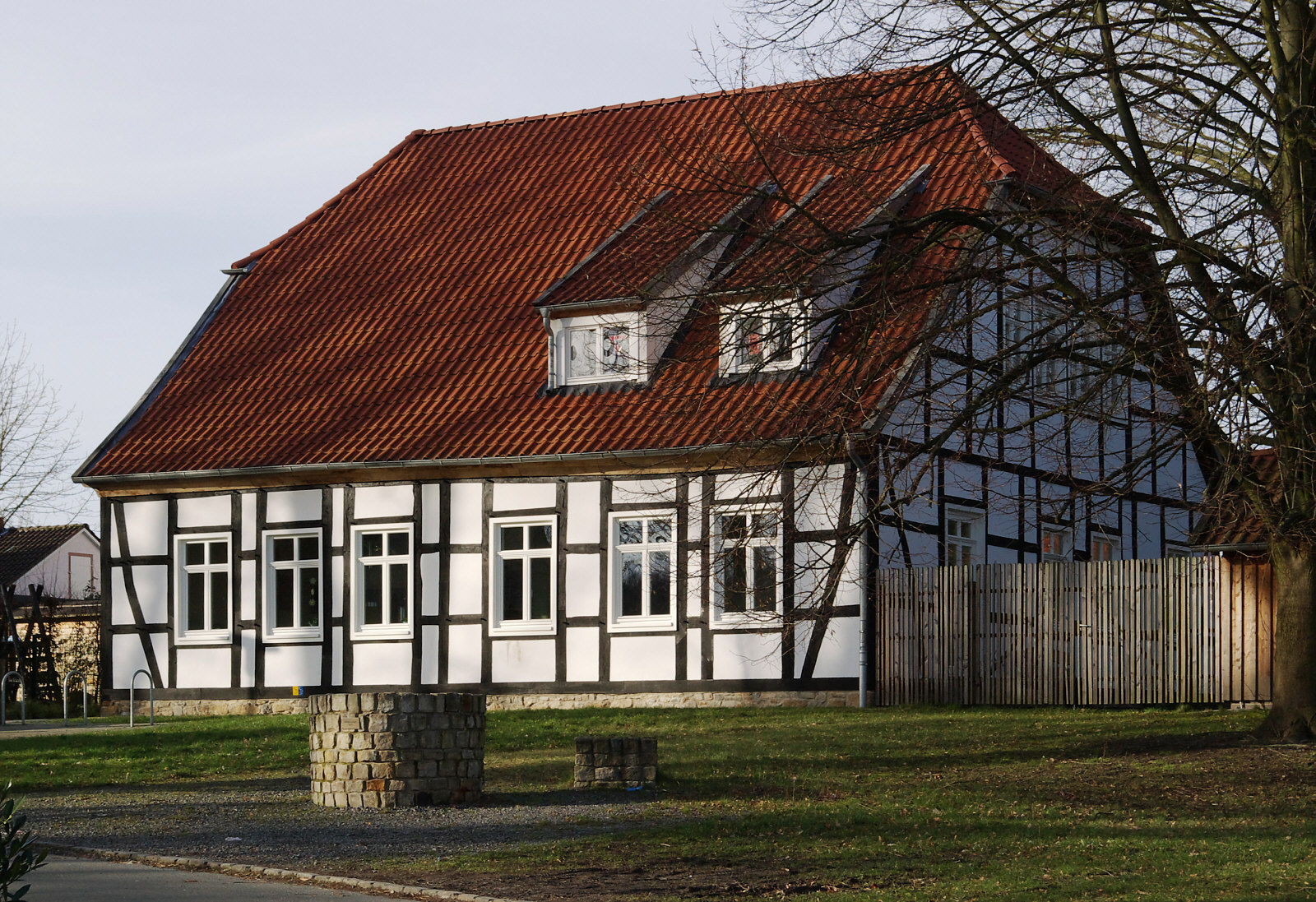
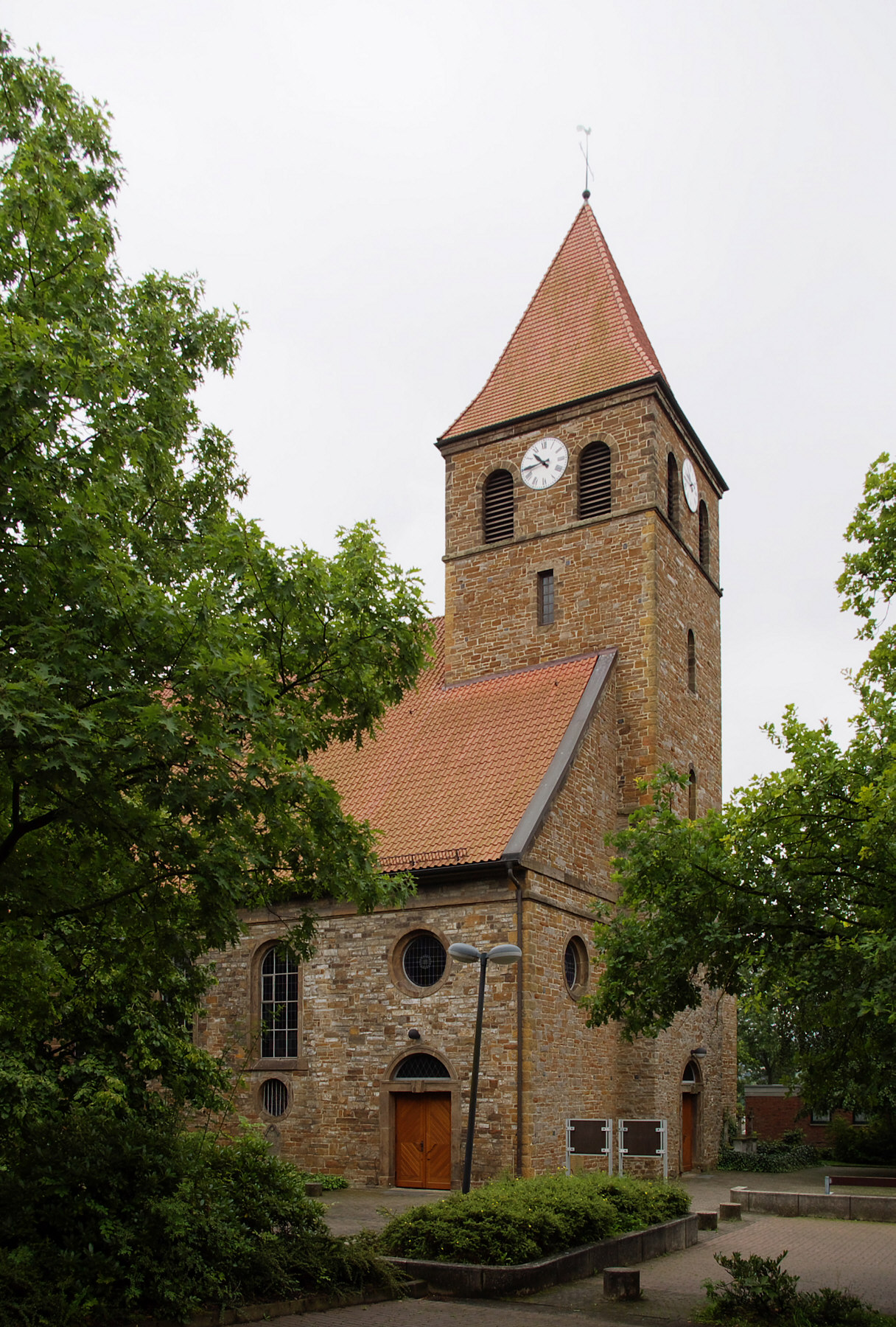